# Гринхол, Говард
Говард Гринхол (англ. Howard Greenhalgh; р. 19 февраля 1963 года, Галифакс, Англия) — британский режиссёр клипов. Неоднократно снимал видеоклипы для таких музыкантов как Muse, Pet Shop Boys, Placebo, Spice Girls, Мелани Си, Стинг, Океан Ельзи и Элтон Джон.

## Частичная фильмография
- 2015 — Океан Ельзи — Не твоя війна
- 2013 — Океан Ельзи — Обійми
- 2011 — Мелани Си — Think About It
- 2009 — Billy Talent — Devil on My Shoulder
- 2009 — Placebo — For What It’s Worth
- 2006 — Iron Maiden — Different World
- 2006 — a-ha — Analogue (All I Want)
- 2005 — System Of A Down — Question!
- 2004 — Sugababes — Caught In A Moment
- 2003 — Placebo — This Picture
- 2003 — Placebo — The Bitter End
- 2003 — Мелани Си — On the Horizon
- 2003 — Iron Maiden — Rainmaker
- 2003 — Pet Shop Boys — Miracles
- 2001 — Placebo — Special K
- 2001 — Muse — Plug In Baby
- 2001 — Лиза Стэнсфилд — Let’s Just Call It Love
- 2000 — Placebo — Slave to the wage
- 2000 — Muse — Unintended
- 1999 — Джери Халлиуэлл — Lift Me Up
- 1999 — Pet Shop Boys — New York City Boy
- 1999 — Skunk Anansie — Lately
- 1998 — Sneaker Pimps — Post Modern Sleaze
- 1998 — Танита Тикарам — I Don’t Wanna Lose at Love
- 1998 — Spice Girls — Goodbye
- 1997 — Placebo — Nancy Boy
- 1997 — Pet Shop Boys — A red letter day
- 1997 — Genesis — Congo
- 1997 — Spice Girls — Too Much
- 1997 — Placebo — Bruise Pristine
- 1997 — Counting Crows — Daylight Fading
- 1996 — Джордж Майкл — Jesus To A Child
- 1996 — Pet Shop Boys — Before
- 1996 — Pet Shop Boys — Bilingual
- 1996 — Элтон Джон — Please
- 1995 — Pet Shop Boys — Paninaro '95
- 1995 — Элтон Джон — Made In England
- 1994 — Стинг — When We Dance
- 1994 — Suede — Wild Ones
- 1994 — Soundgarden — Black Hole Sun
- 1994 — Pet Shop Boys — Liberation
- 1994 — Pet Shop Boys — Yesterday, When I Was Mad
- 1994 — Pet Shop Boys — Absolutely Fabulous
- 1993 — Pet Shop Boys — Go West
- 1993 — a-ha — Angel in the Snow
- 1993 — Стинг — If I Ever Lose My Faith In You
- 1993 — Pet Shop Boys — Can You Forgive Her?
- 1993 — Pet Shop Boys — I Wouldn’t Normally Do This Kind of Thing
- 1992 — Сюзанна Вега — In Liverpool
- 1992 — Сандра — Johnny Wanna Live
- 1992 — Ким Уайлд — Heart Over Mind
- 1992 — Snap! — Rhythm is a Dancer
- 1990 — D-Mob — That’s The Way Of The World

## Награды и номинации
| Год  | Премия        | Видео                                     | Результат |
| ---- | ------------- | ----------------------------------------- | --------- |
| 1995 | Clio (США)    | Soundgarden — Black Hole Sun              | серебро   |
| 1995 | Clio (США)    | Pet Shop Boys — Yesterday, When I Was Mad | шорт-лист |
| 1995 | Clio (США)    | Sting — When We Dance                     | шорт-лист |
| 1993 | Каннские львы | Volkswagen — Bus Sandwich                 | золото    |